# Lomtjärnen (Bollebygds socken, Västergötland, 640092-131311)
Lomtjärnen är en sjö i Bollebygds kommun i Västergötland och ingår i Rolfsåns huvudavrinningsområde.